# Воротынский, Иван Алексеевич
Князь Иван Алексеевич Воротынский (ум. 24 июля 1679) — русский военный и государственный деятель, стольник, боярин и дворецкий (1658), воевода, единственный сын стольника князя Алексея Ивановича Воротынского (1610—1642) и Марии Лукьяновны Стрешневой, приходился двоюродным братом царю Алексею Михайловичу по матери и троюродным братом по отцу. Последний живший мужской представитель княжеского рода Воротынских.

## Биография
Благодаря своему родству с царской династией, князь Иван Алексеевич занимал видное положение при дворе Алексея Михайловича.
На свадьбе царя Алексея Михайловича с М. И. Милославской «сидел на месте Государеве» (1648). Стольник, потом боярин, нёс исключительно придворную службу: участвовал при встречах и отпусках послов, бывал «рында у большого саадака», часто обедал с Государём и за его отсутствием, оставался блюсти столицу (с 1651).
Участник Русско-польской войны 1654-1667 годов и дипломатических переговоров (1660—1670). Пожалован в бояре (1658—1676) и дворецкие. Ближний боярин (с 1664). Дневал и ночевал при гробе царевича Алексея Алексеевича (28 января 1670). Руководил Московским Судным приказом. Удостоился царского поднесения чарки вина (04 октября 1674). По переписи 1678 года князь Иван Алексеевич являлся одним из крупных землевладельцев в Русском государстве. Похоронен в Кирилло-Белозерском монастыре. С его смертью пресекся княжеский род Воротынских.

## Владения
В 1680 году вотчинные земли с деревнями и пустошами Ивана Алексеевича перешли в Приказ Большого дворца:
- в Нижнем Новгороде — село Княинино, село Воротынеск, село Троецкое Бармино тож (4633 чети, 1699 дворов),
- в Муроме — село Мошок (5900 четей, 955 дворов).

Отписана была и приданная земля матери Ивана Алексеевича — Марфы, «что за нею дал в приданое боярин Иван Романов», на Лебедяни — село Мокрой Боярак с слободами (325 четей, 770 [99] дворов). Всего на царя было отписано 10858 четей, 3424 двора.
Между 1659 и 1664 годами Иван Воротынский построил на свои средства кирпичную церковь во имя Сергия Радонежского на кладбище у абсиды церкви Троицы в Полях в Москве.

## Семья
Женат дважды:
1. на княжне Марии (Наталье) Фёдоровне Куракиной (? — 1 мая 1674), дочери боярина князя Фёдора Семёновича Куракина. Княгиня Мария Фёдоровна Воротынская была приезжей боярыней царицы Марии Ильиничны.
2. женился (1674) на Анастасии Львовне Измайловой (? — декабрь 1697), дочери Льва Тимофеевича Измайлова. Княгиня Настасья Львовна Воротынская была приезжей боярыней царицы Натальи Кирилловны.

Дети от первого брака:
- Михаил Иванович Воротынский (? — 22 сентября 1677), стольник царевича Федора Алексеевича; последний в мужском колене князь Воротынский, умер бездетным, раньше своего отца.
- Стефанида Ивановна Воротынская (? — 18 ноября 1661), умерла в младенчестве.
- Прасковья (Ксения) Ивановна Воротынская (? — 21 мая 1679).
- Анастасия Ивановна Воротынская (? — 14 декабря 1691), жена князя Петра Алексеевича Голицына (1660—1722).